# Neonazismus in Jena
Der Neonazismus in Jena und die regionale neonazistische Szene im Raum Ostthüringen waren wiederholt Gegenstand der bundesweiten Berichterstattung, etwa über das Rechtsrock-Festival Fest der Völker, die Proteste dagegen sowie über die Terrorgruppe Nationalsozialistischer Untergrund.

## Geschichte

### In der DDR
Spätestens ab Ende der 1970er Jahre bestand in Jena eine rechtsextreme Skinhead-Szene, die allerdings wenig Einfluss hatte. Die Existenz einer rechtsextremen Szene in der DDR wurde regierungsamtlich geleugnet, die Täter aber von Polizei und Stasi intensiv überwacht. Die Bezirksbehörde der Volkspolizei beschrieb in einem Dokument vom 3. November 1989, dass sich die bekannten Gruppen der Neonazis im Wesentlichen auf die Kreise Gera, Jena und Stadtroda konzentrieren.

„Ja, in Jena habe es ein starkes, gewalttätiges Neonazi-Milieu gegeben – nach der Wende, im großen Umbruch der Verhältnisse und Biografien, aber auch schon zuvor, in der DDR-kritischen Szene der siebziger, achtziger Jahre. Rechte Einstellungen verfestigten sich vom jugendlichen Trotz gegen das SED-Regime zur Nazi-Popkultur, dann zur politischen Ideologie“

### Nach der Wende
Am späten Abend des 15. September 1995 gegen 22.30 Uhr überfielen etwa 50 Rechtsradikale aus Jena und Rudolstadt/Saalfeld das Planetarium in Jena, um eine Veranstaltung des Soziokulturellen Jugendzentrums Kassablanca zu sprengen. Die Polizei konnte einen Großteil der mit Baseballschlägern bewaffneten Neonazis festnehmen.

## Braunes Haus

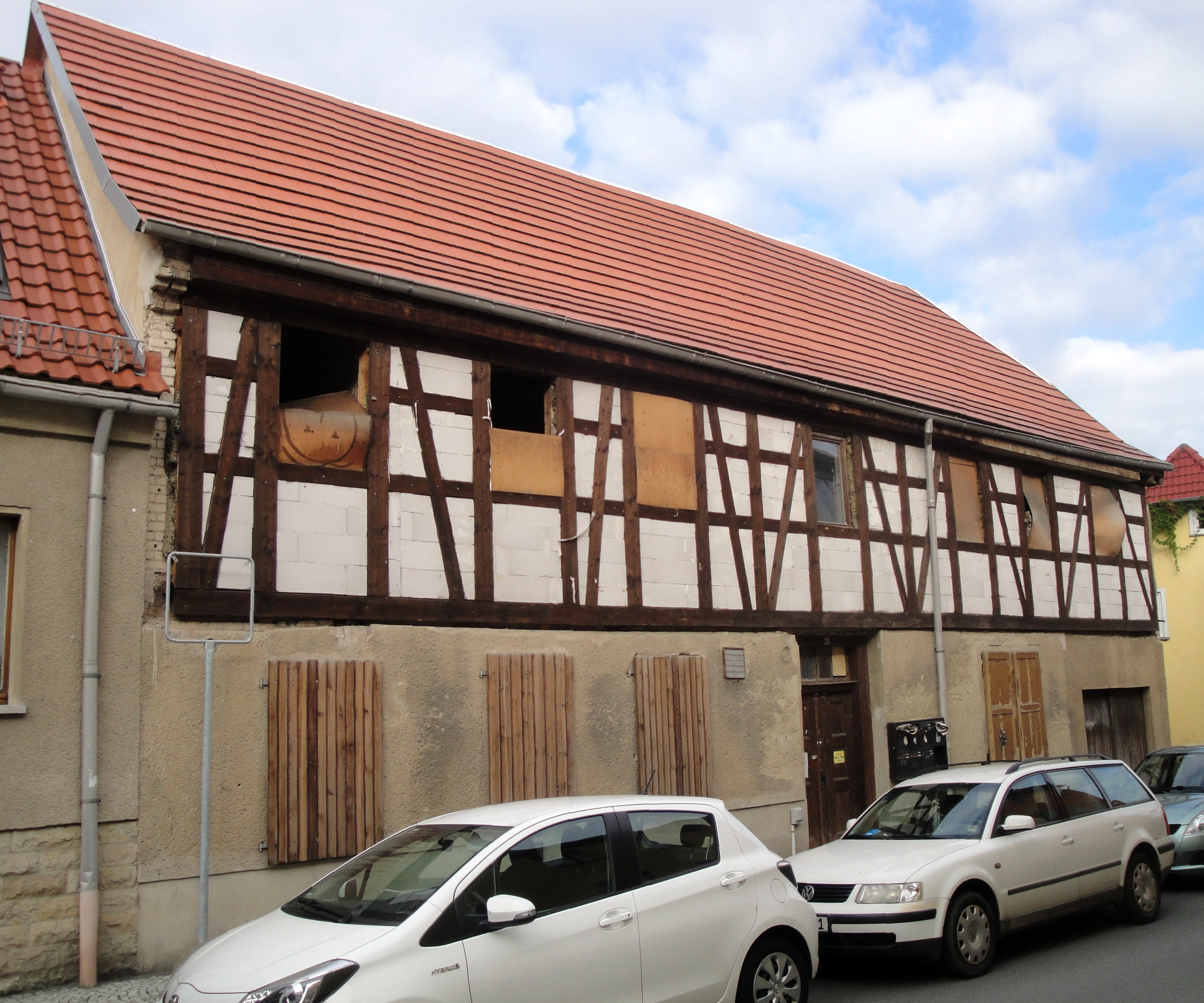
Das „Braune Haus“ in Jena-Lobeda

Im Jahr 2002 zogen Ralf Wohlleben, das zeitweilige NPD-Mitglied André Kapke und der Liedermacher Maximilian Lemke in die ehemalige Gaststätte „Zum Löwen“ in Alt-Lobeda ein. Das Objekt wurde von Lemke durch Mietkauf erworben. Auch die Geschäftsstelle des NPD-Kreisverbandes Jena wurde dorthin verlegt. Die Einrichtung wurde von den Bewohnern „Hausgemeinschaft zu den Löwen“ genannt und erhielt in der Öffentlichkeit die Bezeichnung „Braunes Haus“, in Anlehnung an die ehemalige Parteizentrale der NSDAP in München. Dort fanden zahlreiche Schulungen und Veranstaltungen statt, u. a. der Landesparteitag der NPD am 7. Dezember 2003.
Nach Angaben des kurzzeitigen Partei- und Vorstandsmitgliedes der Jenaer NPD Uwe Luthardt, der die Partei 2007 wieder verlassen hat, sollen sich in den Räumen SS-Bilder und Waffenlager befunden haben.
Mehrfach hat es gewalttätige Angriffe aus dem Haus auf Gegendemonstranten gegeben, so am 9. November 2002, während des Festes der Völker 2005, und 2006.
Seit 2006 nutzte auch die Burschenschaft Normannia Jena das Braune Haus regelmäßig für ihre Veranstaltungen.
Das Gebäude des Braunen Hauses wurde von den Bewohnern im Laufe der Zeit ohne baurechtliche Genehmigung umgebaut und deshalb 2009 polizeilich geräumt. Seitdem finden auf dem Grundstück Veranstaltungen in einem im Garten aufgebauten Zelt statt.
Ab März 2010 wurde auf Webseiten wie Altermedia und dem Thaizi-Forum oder in der Deutsche Stimme zu Spenden zur Finanzierung einer Sanierung des Hauses aufgerufen. Nach einer Vortragsveranstaltung mit dem Rechtsextremisten Karl-Heinz Hoffmann im sächsischen Ort Hausdorf im September 2010 kam der Verdacht der Einlagerung von Sprengstoffen im Braunen Haus auf, weshalb die Polizei das Gebäude im September und Oktober des Jahres zweimal durchsucht hat. 2012 durchsuchte die Polizei erneut das Grundstück, da sie davon ausging, dass Waffen auf dem Grundstück eingemauert waren.

## Organisationen

### Nationalsozialistischer Untergrund
Die aus dem Stadtteil Winzerla stammenden Mitglieder der Terrorgruppe Nationalsozialistischer Untergrund Beate Zschäpe, Uwe Mundlos und Uwe Böhnhardt traten in den 1990er Jahren durch Straf- und Gewalttaten in Jena in Erscheinung. Wohlleben und Kapke waren seit Mitte der 1990er Jahre mit den drei Mitgliedern der Gruppe Nationalsozialistischer Untergrund bekannt.
Am 29. November 2011 wurde Wohlleben wegen des Verdachtes der Unterstützung von der Bundesanwaltschaft verhaftet. Er soll die Schlüsselfigur beim Untertauchen seiner alten Jenaer Bekannten gewesen sein und Beihilfe zu sechs Morden geleistet haben, indem er „2001 oder 2002 eine Schusswaffe nebst Munition“ besorgte.

### Thüringer Heimatschutz
Das Neonazi-Kameradschaftsnetzwerk „Thüringer Heimatschutz“ (THS) war auch in Jena aktiv.

### Freies Netz Jena
Die Kameradschaft „Freies Netz Jena“ (FN Jena) betreibt als Nachfolgegruppe des „Nationalen Widerstand Jena“ eine Internetseite, die an das 2007 gegründete überregionale Internetportal „Freies Netz“ angeschlossen ist. Das FN Jena nutzt auch das Braune Haus als Treffpunkt und für Veranstaltungen.

### Jugend für Jena
Die nach Verlautbarungen des Kreisverbandes parteiunabhängige Jugendgruppe „Nationale Jugend für Jena“ trat ab Herbst 2001 auf, indem sie von der Stadt ein selbstverwaltetes Jugendzentrum forderte. Am 24. Oktober 2001 besuchten mehrere Dutzend Jugendliche eine Stadtratssitzung. Am 12. Januar 2002 veranstaltete die „Jugend für Jena“ eine Demonstration, bei der ihr Sprecher Christian Kaiser und Ralf Wohlleben Reden hielten. Wohlleben stellte einen Kontakt zum NPD-Verband Greifswald her, woraufhin die Jugend für Jena einen Nachdruck der Greifswalder rechtsextremen Schülerzeitung Norddeutsches Sprachrohr an Jenaer Schulen verteilte, und nach deren Vorbild eine Schülerzeitung Mitteldeutsches Sprachrohr gründete, von der im Laufe des Jahres 2002 mindestens sechs Nummern herausgegeben wurden, und bis Januar 2006 sind 30 Nummern erschienen. Laut einer Einschätzung des Verfassungsschutzes von 2005 entwickelte das Mitteldeutsche Sprachrohr unter allen an Thüringer Schüler verteilten Zeitungen die größte Wirkung bei der Vermittlung rechtsextremer Ideologien.

### Nationaldemokratische Partei Deutschlands (NPD)
Der Kreisverband der rechtsextremen Partei NPD in Jena wurde 1998 unter anderem vom THS-Mitglied Ralf Wohlleben gegründet, der Vorsitzender wurde.
Er ist organisatorisch und personell mit Organisationen wie dem „Thüringer Heimatschutz“ und der „Nationalen Jugend für Jena“ verbunden. Der Sitz der Geschäftsstelle der NPD in Jena-Lobeda ist das sogenannte „Braune Haus“.
Ab 2009 wurde das Gebiet des Kreisverbandes von Jena in Jena / Saale-Holzland-Kreis erweitert. Während Jena bis 2009 zu den öffentlichkeitswirksamen und in den Medien präsenten Thüringer Kreisverbänden zählte sind für 2010 kaum öffentliche Aktivitäten nachgewiesen. Ralf Wohlleben hat die Partei im September 2010 verlassen, und die seit März 2001 bestehende Internet-Seite des Kreisverbandes ist im Jahr 2011 nicht mehr erreichbar.
Stellvertretende Kreisvorsitzende war bis 2002 die Jura-Studentin Nicole Schneiders (damals Nicole Schäfer). Schneiders trat später als Rechtsanwältin in die Kanzlei H 3 in Stuttgart und Rastatt ein, wo sie unter anderem im Jahr 2008 ihren Chef Klaus Harsch bei Klagen gegen den Karlsruher Bürgermeister Heinz Fenrich und den Karlsruher CDU-Vorsitzenden Josef Offele vertrat, die Harsch eine politische Nähe zur NPD vorgeworfen hatten. Nach der Verhaftung von Ralf Wohlleben wegen mutmaßlicher NSU-Unterstützung übernahm Schneiders im Dezember 2011 seine Verteidigung.
Ab 2004 übernahm der Thüringer NPD-Landesvorsitzende Frank Schwerdt den stellvertretenden Vorsitz des Jenaer Kreisverbandes.
Zudem gerieten 2011 Mitglieder und ehemalige Mitglieder in den Verdacht, die Terrorgruppe Nationalsozialistischer Untergrund unterstützt zu haben.

#### Fest der Völker
Der Kreisverband der NPD hat das Fest der Völker bereits für die Monate Juni aller Jahre von 2005 bis 2015 als Kundgebung in Jena angemeldet und erwartet jeweils ca. 500 Teilnehmer. Die Veranstaltungen der Jahre 2005 und 2007 fanden in Jena mit rechtsextremen Rednern, Bands und Besuchern aus Deutschland und anderen europäischen Ländern statt, was auf Proteste und Gegendemonstrationen stieß. Das für 2006 in Jena angemeldete Fest der Völker war verboten worden; die Veranstaltungen der Jahre 2008 und 2009 wurden nach Altenburg bzw. Pößneck verlegt und das 2010 in Pößneck geplante Fest der Völker wurde verboten.

#### Weitere Immobiliengeschäfte
Im Jahr 2005 bot die NPD Jena einen Service für Verkäufer von Immobilien an, gegen eine Parteispende ein Kaufinteresse zu bekunden, um die Stadt zum Kauf zu bewegen. Der Gemeinderat von Nerkewitz bei Jena beschloss ein Vorkaufsrecht für zwei unbebaute Grundstücke, nachdem die NPD bekundet hatte, diese für „Sonnwendfeiern oder kleine Treffen“ erwerben zu wollen.

## Personen

### Ralf Wohlleben
Wohlleben trat häufig für die NPD bei Wahlen an und wurde später stellvertretender Landesvorsitzender und Pressesprecher der NPD in Thüringen. Von Juni 2000 bis Dezember 2002 war er ohne NPD-Parteimandat Mitglied des Ortschaftsrates von Jena-Winzerla und wurde 2004 in den Ortschaftsrat von Lobeda-Altstadt gewählt.
Wohlleben meldete für den Juni 2002 die Veranstaltung eines Zeltlagers an, welche von der Stadt verboten wurde. Zudem meldete er eine Demonstration an, die am 2. Juni 2002 als Thüringentag der nationalen Jugend stattfand, und zu der ca. 130 Rechtsextremisten aus Thüringen und anderen Bundesländern erschienen. Diese Veranstaltung wurde in den folgenden Jahren bis 2010 in anderen Städten in Thüringen wiederholt.

### André Kapke
Kapke strukturierte gemeinsam mit Wohlleben und Tino Brandt den Aufbau der Naziszene in Jena. Seine Tätigkeitsschwerpunkte lagen in der Szene der Freien Kameradschaften, bei der Organisation von Musikveranstaltungen und in der Betreuung des sogenannten Braunes Hauses.

## Wahlergebnisse
Bei Wahlen erreichen rechtsextreme Parteien in Jena durchschnittliche Ergebnisse.
| Wahl                           | Wahlkreis | Partei | Landesergebnis | Wahlkreisergebnis |
| ------------------------------ | --------- | ------ | -------------- | ----------------- |
| Landtagswahl in Thüringen 1990 | Jena West | DSU    | 3,3 %          | 2,9 %             |
| Landtagswahl in Thüringen 1990 | Jena Ost  | DSU    | 3,3 %          | 3,0 %             |
| Landtagswahl in Thüringen 1990 | Jena West | REP    | 0,8 %          |                   |
| Landtagswahl in Thüringen 1990 | Jena Ost  | REP    | 0,8 %          |                   |
| Landtagswahl in Thüringen 1990 | Jena West | NPD    | 0,2 %          |                   |
| Landtagswahl in Thüringen 1990 | Jena Ost  | NPD    | 0,2 %          |                   |
| Landtagswahl in Thüringen 1994 | Jena 1    | REP    | 0,5 %          | 1,1 %             |
| Landtagswahl in Thüringen 1994 | Jena 2    | REP    | 0,5 %          | 1,5 %             |
| Landtagswahl in Thüringen 1999 | Jena 1    | DVU    | 3,1 %          | 1,9 %             |
| Landtagswahl in Thüringen 1999 | Jena 2    | DVU    | 3,1 %          | 2,0 %             |
| Landtagswahl in Thüringen 1999 | Jena 1    | NPD    | 0,2 %          | 1,2 %             |
| Landtagswahl in Thüringen 1999 | Jena 2    | NPD    | 0,2 %          | 1,8 %             |
| Landtagswahl in Thüringen 1999 | Jena 1    | REP    | 0,8 %          | 1,3 %             |
| Landtagswahl in Thüringen 1999 | Jena 2    | REP    | 0,8 %          | 1,4 %             |
| Landtagswahl in Thüringen 2004 | Jena 1    | NPD    | 1,6 %          | 1,2 %             |
| Landtagswahl in Thüringen 2004 | Jena 2    | NPD    | 1,6 %          | 1,8 %             |
| Landtagswahl in Thüringen 2004 | Jena 1    | REP    | 2,0 %          | 1,3 %             |
| Landtagswahl in Thüringen 2004 | Jena 2    | REP    | 2,0 %          | 1,4 %             |
| Landtagswahl in Thüringen 2009 | Jena 1    | NPD    | 4,3 %          | 1,9 %             |
| Landtagswahl in Thüringen 2009 | Jena 2    | NPD    | 4,3 %          | 2,4 %             |
| Landtagswahl in Thüringen 2009 | Jena 1    | REP    | 0,4 %          | 0,3 %             |
| Landtagswahl in Thüringen 2009 | Jena 2    | REP    | 0,4 %          | 0,5 %             |

Im Stadtrat von Jena waren nie rechtsextreme Politiker vertreten (Stand Februar 2012). Lediglich auf Ortsteilsebene waren rechtsextreme Kandidaten in Einzelfällen erfolgreich.

## Protestaktionen
Seit Jahren finden immer wieder Protestaktionen gegen Rechtsextremismus in Jena statt.

### Proteste gegen das Fest der Völker
Nachdem der Kreisverband der NPD im Jahr 2007 einen Rudolf-Heß-Gedenkmarsch durch die Innenstadt Jenas organisiert hatte, formierte sich Widerstand gegen die für 2007 geplante Veranstaltung Fest der Völker, bei dem 3.000 Bürger die Konzertveranstaltung blockierten. Daraufhin wurde die Veranstaltung im Jahr 2008 in Altenburg ausgetragen. Auch dorthin reisten Protestler aus Jena per Bus an und unterstützten die Bürger Altenburgs bei ihrer Blockade. In der Auseinandersetzung mit der rechtsextremen Szene spielt der Pfarrer der Jungen Gemeinde Stadtmitte, Lothar König seit Jahrzehnten eine wichtige Rolle.

### Rock 'n' Roll-Arena Jena

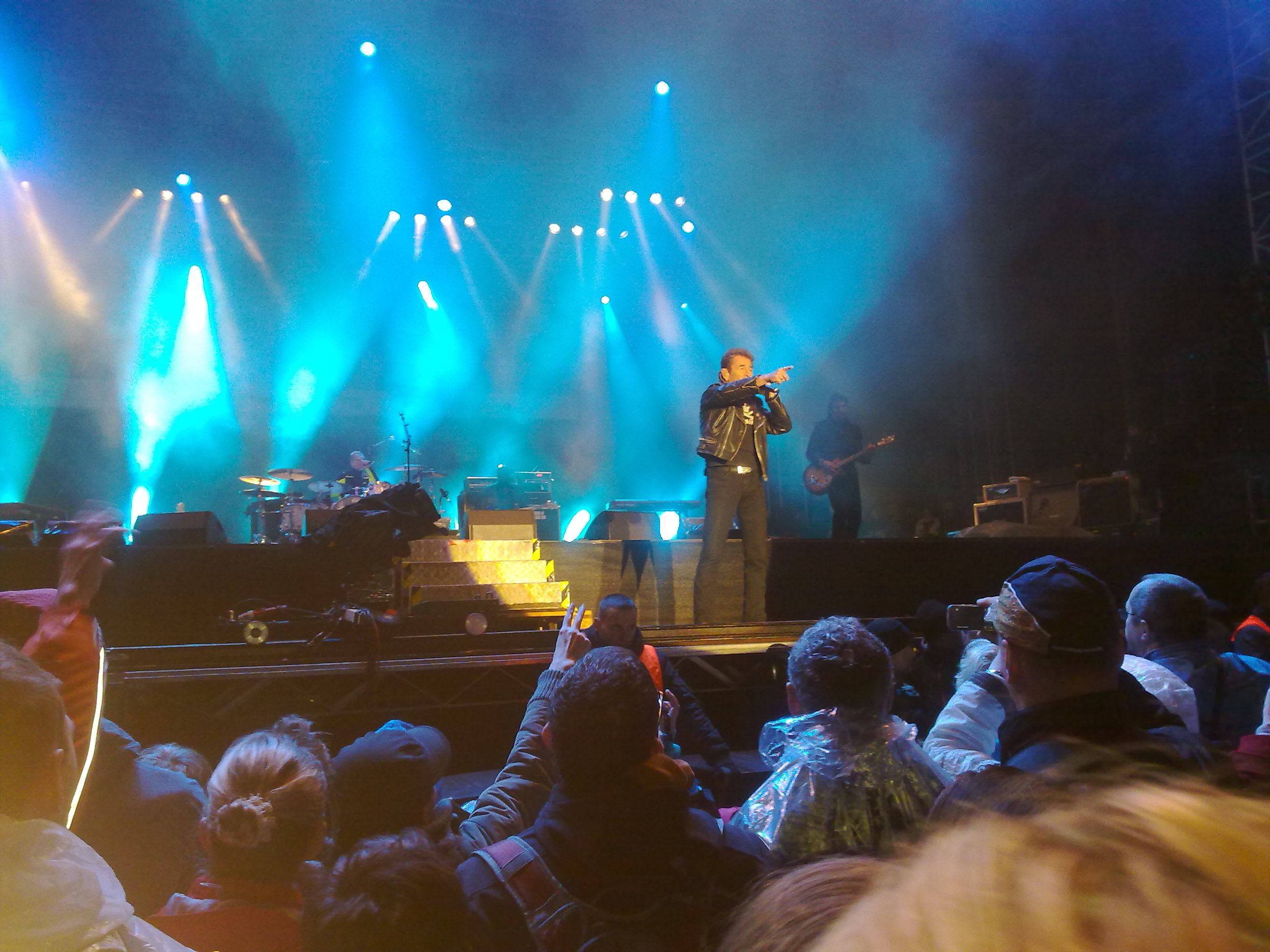
Peter Maffay im Konzert

Als Zeichen des Protestes gegen die Terrorgruppe NSU fand am 2. Dezember 2011 in Jena ein Benefizkonzert mit dem Titel „Rock 'n' Roll-Arena Jena – Für die bunte Republik Deutschland“ statt. Die Schirmherren, Jenas Oberbürgermeister Albrecht Schröter (SPD), Ministerpräsidentin Christine Lieberknecht (CDU) und der Fraktionschef der Grünen im Bundestag, Jürgen Trittin konnten 50.000 Besucher begrüßen. Künstler waren Udo Lindenberg, Julia Neigel, Clueso, die Band Silly und Peter Maffay.

### Erklärung zur Auseinandersetzung mit dem Rechtsextremismus
Stadtrat und der Oberbürgermeister der Stadt haben in einer gemeinsamen Erklärung am 23. November 2011 die Entschlossenheit deutlich gemacht, weiter gegen Rechtsextremismus zu kämpfen. In der Erklärung werden die bisherigen Maßnahmen gegen Rechtsextremismus gewürdigt: Der „Runde Tisches für Demokratie“, Bündnissen und Netzwerken gegen Rechts und die Initiative „Kommunen gegen Rechtsextremismus“ sowie die Verhinderung einer Reihe von Neonazi-Aufmärschen.